# Ponlat-Taillebourg
Ponlat-Taillebourg is een gemeente in het Franse departement Haute-Garonne (regio Occitanie) en telt 532 inwoners (2004). De plaats maakt deel uit van het arrondissement Saint-Gaudens.

## Geografie
De oppervlakte van Ponlat-Taillebourg bedraagt 8,5 km², de bevolkingsdichtheid is 62,6 inwoners per km².

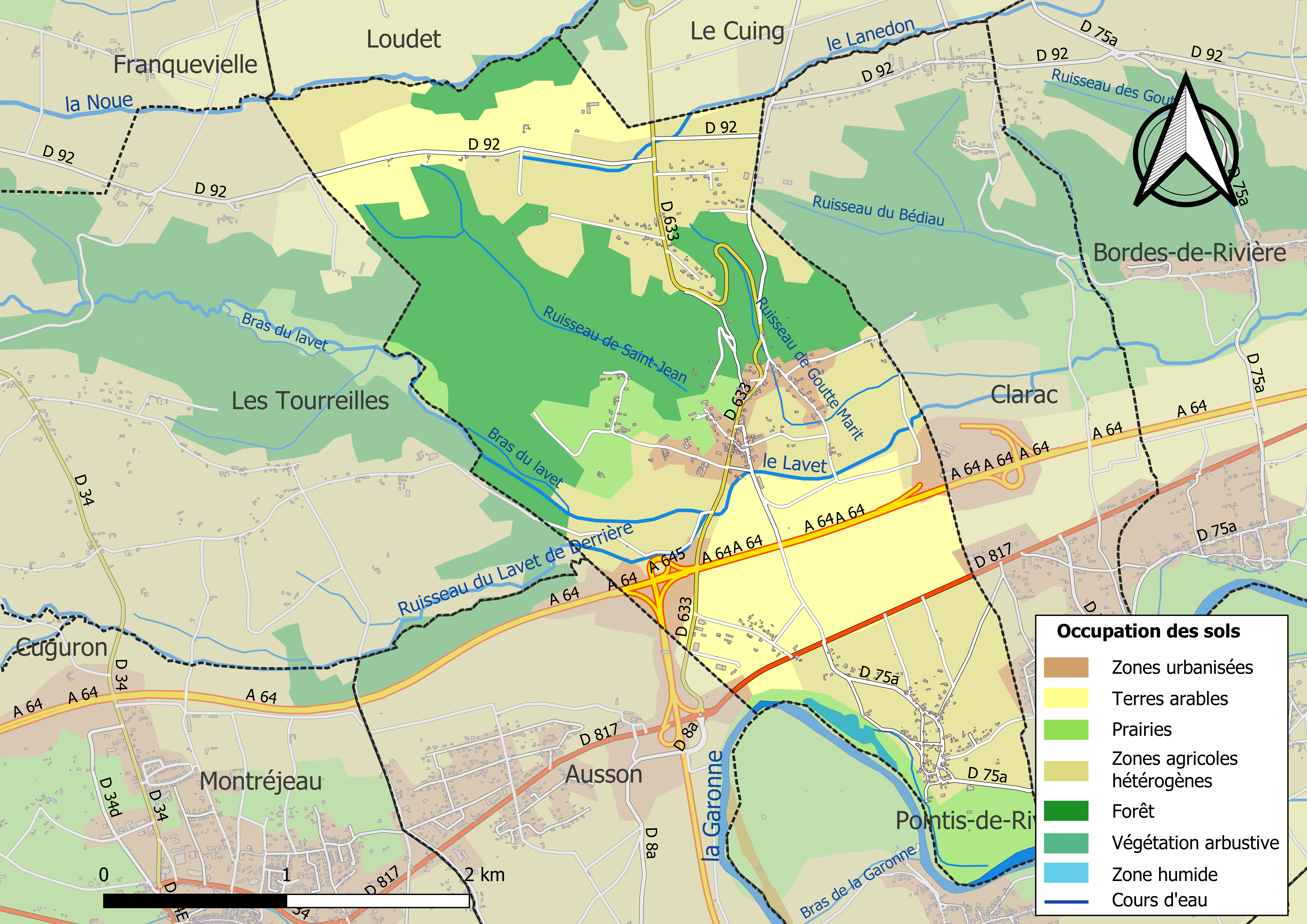
Kaart van de gemeente met de belangrijkste infrastructuur, bodemgebruik en omliggende gemeenten

## Demografie
Onderstaande figuur toont het verloop van het inwonertal (bron: INSEE-tellingen).